# Serguéi Ajroméyev
Serguéi Fiódorovich Ajroméyev (ruso: Сергей Фёдорович Ахромеев) (5 de mayo de 1923-24 de agosto de 1991) fue un militar soviético, Héroe y Mariscal de la Unión Soviética. 
Cuando era primer jefe adjunto del Estado Mayor del Ejército Rojo soviético, formuló un plan militar para invadir Afganistán. Más tarde fue Jefe del Estado Mayor de las Fuerzas Armadas soviéticas entre 1984 y 1988 y principal asesor militar del Secretario General del Partido Comunista de la Unión Soviética, Mijaíl Gorbachov. Miembro del Comité Estatal del Estado de Emergencia durante el intento de golpe de Estado de 1991, Ajroméyev se suicidó tras el fracaso de la intentona golpista.

## Biografía
Sergey Akhromeyev nació el 5 de mayo de 1923 en Vindrey, un pueblo de la gobernación de Tambov de la RSS de Rusia (ahora República de Mordovia), en el seno de una familia de etnia rusa. Su padre fue desposeído y murió a finales de la década de 1940 en Asia Central. Su madre, tras divorciarse de su marido en 1928, se marchó con sus hijos a Moscú, donde trabajó en la fábrica de Krasny Bogatyr.

## Trayectoria
En 1940 Ajroméyev se graduó del décimo grado de la Escuela Especial Naval. Durante la Gran Guerra Patria fue un joven oficial, sirviendo con distinción en el Frente de Leningrado. En julio de 1952 se graduó con medalla de oro en la facultad de mando de la Academia Militar de Tropas Acorazadas y Mecanizadas. IV Stalin (durante sus estudios recibió rangos militares: mayor y teniente coronel) y fue designado para el puesto de jefe de personal del 190° regimiento de tanques autopropulsados del 39° ejército del distrito militar de Primorsky.
En 1984-1988 fue Jefe del Estado Mayor del Ejército Rojo. En ese puesto estuvo muy implicado en las conversaciones que llevaban a la finalización de la Guerra Fría. Sin embargo, se sintió crecientemente insatisfecho con las reformas militares de Mijaíl Gorbachov, por lo que dimitió.
La causa de esta dimisión fue la insistencia de Gorbachov en desmantelar los modernos y más exactos misiles balísticos de la Unión Soviética –los SS-23 Spider bajo los preceptos del Tratado INF con Estados Unidos. En marzo de 1990 fue nombrado consejero del Presidente de la Unión Soviética para asuntos militares.
Durante el golpe de agosto de 1991, Ajroméyev retornó de sus vacaciones en Sochi para ofrecer asistencia a los dirigentes del golpe de Estado. Aunque nunca estuvo implicado en él, tras su fracaso se suicidó en su despacho del Kremlin, ahorcándose con cuerda de cortina. Además de mensajes personales a su familia, dejó una nota explicando que no podía continuar viviendo cuando las instituciones a las que había dedicado su vida se estaban desintegrando.
Su suicidio fue visto ampliamente como contradictorio con su carácter. Por lo tanto, ha habido algunas especulaciones de que las notas fueron fabricadas y que fue de hecho asesinado, quizás para prevenir que revelase pruebas de la complicidad de otros en el golpe. Eduard Shevardnadze sugirió que el suicidio fue resultado de un balance de su carácter, con un sobre-énfasis en el deber, a expensas del honor. 
Poco después de su muerte, su tumba fue expoliada, robando a su cuerpo el uniforme con el que había sido enterrado. Los ladrones nunca fueron descubiertos, y se desconocen las razones de este acto.

## Publicaciones
- маршал С. Ахромеев. СССР - за диалог и сотрудничество. А США? // газета «Правда», № 303 (26021) от 30 октября 1989 стр.7

- Datos: Q48042
- Multimedia: Sergey Akhromeyev / Q48042